# Boian (okręg Sybin)
Boian – wieś w Rumunii, w okręgu Sybin, w gminie Bazna. W 2011 roku liczyła 1518 mieszkańców.